# Liste des membres néo-écossais de l'Ordre du Canada
Pour un article plus général, voir Ordre du Canada.
- Alan Rockwell Abraham
- Robert George Ackman
- F. Wayne Adams
- Irvin William Akerley
- Kell Antoft
- Adams Gordon Archibald
- J. Denis AuCoin
- Glen Merlyn Bagnell
- George Bain
- George Chisholm Baker
- Eric W. Balcom
- Mary Ross Barker
- Kenneth N. Barnard
- Bradford J. Barton
- James Murray Beck
- Ralph P. Bell
- Wanda Thomas Bernard
- Carrie Best
- Clarence Bethune
- James M.R. Beveridge
- Phyllis R. Blakeley
- Stefan Michael Blasco
- Elisabeth Mann-Borgese
- May Bouchard
- Anselme Boudreau
- Marshall J. Bourinot
- John Bragg
- Ernest Buckler
- Cyril J. Byrne
- Edward G. Byrne
- James Malcolm Cameron
- Robert B. Cameron
- Donald Fraser Campbell
- Owen Le Mesurier Carter
- Margaret Casey
- Michael Thomas Casey
- Robert William Chambers
- Lorne O. Clarke
- Louis William Collins
- Alexander Colville
- Bernardin Joseph Comeau
- Léger Comeau
- Louis R. Comeau
- George T.H. Cooper
- Frank Manning Covert
- Gordon S. Cowan
- John R. Craig
- Helen Creighton
- Donald E. Curren
- Clarence J. d'Entremont
- R. Irène d'Entremont
- Graham W. Dennis
- J. Alphonse Deveau
- Louis E. Deveau
- Robert Clark Dickson
- J. Chalmers Doane
- Muriel Duckworth
- R. Michael Eaton
- Donald E. Fairfax
- C. Bruce Fergusson
- John R. Fiske
- Brian Flemming
- John G. Flemming
- Thomas De Vany Forrestall
- Paul M. Fournier
- F. Clarke Fraser
- Shirley Freer
- Lennie Gallant
- Joseph Daniel (Don) Gardiner
- Robert E. Geraghty
- Daniel Alexander Gillis
- Dale A. Godsoe
- Richard B. Goldbloom
- Ruth Miriam Goldbloom
- Clarence L. Gosse
- Geoffrey Russell Gowan
- John Alexander Graham
- George P. Grant
- Jean Gray
- Cora de Jong Greenaway
- Eileen Cameron Henry
- Guy Henson
- Henry D. Hicks
- Kathleen Louise Hill
- Reuben A. Hornstein
- Harold Horwood
- Alma G. Houston
- Gordon F. Hughes
- Leslie G. Jaeger
- Niels W. Jannasch
- Latham B. Jenson
- John Joseph Jodrey
- Rita Joe
- Robert Orville Jones
- Charles V. Keating
- John G. Keith
- Terry Kelly
- Garry Neill Kennedy
- Nuala Kenny
- John M. Kinnaird
- Watson Kirkconnell
- Henry C. Kohler
- Joseph R. Laben
- Eva June Landry
- Dennice Leahey
- Raymond P. LeBlanc
- Elizabeth LeFort
- Daurene E. Lewis
- Sara Lee Lewis
- Finlay MacDonald
- Ronald St. John Macdonald
- Alexander Wayne MacKay
- H.P. MacKeen
- Frederick R. MacKinnon
- Malcolm A. MacLellan
- Roderick J. MacLennan
- Gregory Jerome MacLeod
- Innis G. MacLeod
- Hugh Allan (Buddy) MacMaster
- C. Lamont MacMillan
- Rita MacNeil
- Teresa MacNeil
- Isabel MacNeill
- Herbert Farquhar MacRae
- Norman Byron (Dutch) Mason
- Patrick J. McGrath
- Donald McInnes
- Jennie Elizabeth McInnes
- Ellen Signe McLean
- Katharine McLennan
- Margaret Meagher
- George Geoffrey Meyerhof
- James Edwin Harris Miller
- Donald Oliver Mills
- J. William E. Mingo
- Harding P. Moffatt
- Robert W. Moncel
- Dorothy Moore
- Thomas John Murray
- Arthur Charles Neish
- Clarence M. Nicholson
- John C. O'Donnell
- Kelvin K. Ogilvie
- Victor de B. Oland
- William P. Oliver
- Sandra Ellen Oxner
- Kenneth Lawrence Ozmon
- Bridglal Pachai
- F. Thomas Parker
- Watson Peck
- Marilyn Ruth Peers
- Juergen E. Peill
- Isaac C. Phills
- Desmond W. Piers
- Irving Charles Pink
- Thomas H. Raddall
- Horace E. Read
- Harold A. Renouf
- John C. Risley
- Marion Robertson
- Joyce L. Ross
- Malcolm M. Ross
- Kathleen Rowan-Legg
- Kenneth C. Rowe
- John Patrick Savage
- Irving Schwartz
- Jacquelyn Thayer Scott
- Leo Bernard Sears
- Allan C. Shaw
- Lloyd R. Shaw
- Fred Smithers
- David F. Sobey
- Frank H. Sobey
- Hugh J. Somers
- Harry R. Steele
- Richard M. Steele
- David Stevens
- Chester B. Stewart
- Ronald Daniel Stewart
- Charles J. Taylor
- Gordon W. Thomas
- Dorothy Elizabeth Timpany
- Georg Tintner
- Donald Graham Tremaine
- Édith Comeau-Tufts
- Lawrence C. Uteck
- Peter B. Waite
- Ron Wallace
- Harry Ward
- John G. Webb
- Harvey Lewis Webber
- M. Constance Wenaus
- Donald Wetmore
- Armand Frederick Wigglesworth
- Austin Willis
- Budge Wilson
- Walter R. Wood
- Esther Clark Wright
- Jeffrey Lawson Cameron Wright
- Clotilda Adessa Yakimchuk
- Jack Yazer
- Sylvia Yeoman
- Carol Davey Young
- Joseph Zatzman